# Скупљачи перја
Скупљачи перја је југословенски драмски филм из 1967. године, режисера Александра Саше Петровића. Радња филма се базира на животу Рома у једном селу на сјеверу Војводине, али филм се бави далеко сложенијим темама попут љубави, међуетничких и социјалних односа. Главне улоге тумаче Беким Фехмију, Оливера Вучо и Велимир Бата Живојиновић. Скупљачи перја се сматра за један од најзначајнијих филмова црног таласа и југословенске кинематографије уопште.

## Радња
Радња филма се одвија у околини Сомбора, на сјеверу Војводине. Главни лик, Бели Бора Перјар (Беким Фехмију) је Ром који скупља и препродаје перје набављено широм Војводине. Филм почиње сценом у којој Бора, којег вози такси, купи Тису (Гордана Јовановић), чији је очух Мирта Класер (Бата Живојиновић) главни Борин конкурент у перјарском послу. Мирта и Бора имају споразум о подјели рејона из којих набављају перје, али проблем настаје кад се испостави да се Мирта није придржавао договора. Сукоб се наизглед смирује за столом у локалној кафани (Мирта враћа паре Бори и нуди му да ради за њега, јер је Бора све своје паре прокоцкао играјући ајнц), али, сукоб је много дубљи, јер је Бора заљубљен у Тису, иако је ожењен старијом женом, а и Мирта жели Тису за себе.
Мирта за то вријеме удаје Тису за дванаестогодишњег дјечака, кога Тиса одбија уз констатацију да он није мушко већ дијете. Након покушаја Мирте да је силује, она бјежи код Ленче (Оливера Вучо) пјевачице у локалној кафани. Ленче је савјетује да покуша да оствари своје снове да такође постане кафанска пјевачица у Београду. Међутим, Тиса на то није спремна и препушта се Бори, који је одводи пред попа Павла (Мија Алексић) који их црквено вјенчава.
Бора потом одводи Тису кући, и ту њих двоје живе заједно за Борином мајком, првом женом и њиховом дјецом. И док је Бора на путу, Тиса, заведена сликама Београда на телевизији, и причама прве Борине жене, одлази у престоницу да нађе Ленчетовог сина, који по Ленчетовим ријечима, одлично живи од пјевања у Београду. Испоставља се да је њен син богаљ који једва саставља крај с крајем пјевајући по хаусторима и просећи по улицама. Тиса, разочарана у живот у Београду одлучује да се врати у село, и бива силована од стране двојице Турака, возача камиона који су јој стали док је стопирала ка Сомбору. Силовану и претучену, они је избацују из хладњаче поред пута на улазу у Сомбор. Онесвијешћену, проналази је локални Ром који је на колицима одвози Мирти.
Бора се, након повратка, почиње распитивати за Тису, и послије пута у Београд јој улази у траг, што га поново доводи до Мирте и њиховог коначног обрачуна. Мирта је већ био покушао да убије Бору на вашару и овај дуел је био неизбјежан. У антологијској сцени борбе ножевима у бајти, Мирта и Бора с ножевима зарањају у перје из ког излази само Бора док се Мирта држи за груди и мрљу крви која се појављује. Након тога Бора баца Мирту у залеђено језерце и нестаје без трага.
На крају филма приказана је истрага о убиству Мирте. Полиција сазнаје да је Бора убио Мирту, али нити од једног од житеља села не могу да сазнају ништа о Бори.
Међу испитанима је и Тиса, што говори да је Бора сам отишао.

## Улоге
| Глумац                    | Улога               |
| ------------------------- | ------------------- |
| Беким Фехмију             | Бели Бора Перјар    |
| Оливера Вучо              | Ленче               |
| Гордана Јовановић         | Тиса                |
| Велимир Бата Живојиновић  | Мирта               |
| Мија Алексић              | отац Павле          |
| Рахела Ферари             | игуманија           |
| Северин Бијелић           | религиозни Словак   |
| Стојан Дечермић           | возач хладњаче I    |
| Миливоје Ђорђевић         | Шандор              |
| Етелка Филиповски         | Борина Жена         |
| Милорад Јовановић         | Тони                |
| Зоран Лонгиновић          | иследник I          |
| Бранислав Цига Миленковић |                     |
| Божидар Павићевић Лонга   | возач хладњаче II   |
| Велизар Петровић          |                     |
| Ђорђе Пура                | иследник II         |
| Нина Шајин                |                     |
| Миливоје Мића Томић       | Румун               |
| Јанез Врховец             | судија за прекршаје |

## Остали елементи филма
- Скупљачи перја је типичан филм црног таласа: крајње реалистички прикази, социјална тематика. Сам приказ фабуле није довољан да би показао сву раскош овог филма, почев од фотографије Томислава Пинтера до употребе музике.
- Филм није уопште попут тадашњих филмова служио као пропаганда благодети живота у самоуправном социјализму. Напротив: показује тешко стање у коме су живјели Роми у војвођанским селима тих година. Филм се дотиче и међуетничких односа и разноврсности етничких група у Војводини − показује Роме, Србе, Словаке, Мађаре и др.
- Музику за филм је бирао сам Александар Петровић, а истичу се пјесма „Ђелем, ђелем“ (коју пјева Оливера Вучо) као основна музичка тема у филму и „Керда Миле бари шкода“. Све песме пева Оливера Вучо.[2]
- Фотографија Томислава Пинтера је такође у функцији повећања утиска депресивности јер се користи мали број боја, и то углавном нијансе смеђе, сиве и зелене.
- Александар Петровић је у овоме филму ангажовао глумце натуршчике за све улоге сем водећих. Чак је и глумици која глуми Тису  (Гордана Јовановић), једног од главних ликова, ово било прво појављивање на филму. То је такође и први филм у којем Роми говоре својим језиком.[2]

## Награде
| Година | Фестивал                             | Награда                                                       | Статус     |
| ------ | ------------------------------------ | ------------------------------------------------------------- | ---------- |
| 1967.  | Филмски фестивал у Кану              | Гран при                                                      | Победник   |
| 1967.  | Филмски фестивал у Кану              | Међународно удружење филмских критичара                       | Победник   |
| 1967.  | Филмски фестивал у Кану              | Златна палма                                                  | Номинација |
| 1967.  | Фестивал југословенског филма у Пули | Најбоља мушка улога (Златна арена) - Бата Живојиновић         | Победник   |
| 1968.  | Академија филмских уметности и наука | Оскар за најбољи међународни филм                             | Номинација |
| 1979.  | Холивудско удружење страних новинара | Златни глобус за најбољи филм ван енглеског говорног подручја | Номинација |

## Занимљивости
Енглески назив за филм (I even met happy Gypsies) је у ствари превод једног од стихова носеће пјесме „Ђелем, ђелем“ − Маладилем шукаре ромеја (сретао сам чак и срећне Цигане).

## Културно добро
Југословенска кинотека је, у складу са својим овлашћењима на основу Закона о културним добрима, 28. децембра 2016. године прогласила сто српских играних филмова (1911—1999) за културно добро од великог значаја. На тој листи се налази и филм Скупљачи перја.